# BD-17°63
BD-17°63は、くじら座の方角に存在する低質量のK型主系列星である。地球からは約113光年離れており、9等級である。

## 惑星系
2008年10月、太陽系外惑星BD-17°63bが周囲を公転していることがラ・シヤ天文台のESO3.6m望遠鏡と太陽系外惑星捜索用の高精度分光器HARPSを用いて行われた視線速度法による観測で発見された。この惑星は離心率0.54という潰れた楕円軌道でBD-17°63を公転している。
| 名称 （恒星に近い順） | 質量           | 軌道長半径 （天文単位） | 公転周期 (日) | 軌道離心率   | 軌道傾斜角 | 半径 |
| --------------------- | -------------- | ----------------------- | ------------- | ------------ | ---------- | ---- |
| b                     | ≥5.1 ± 0.12 MJ | 1.34 ± 0.02             | 655.6 ± 0.6   | 0.54 ± 0.005 | —          | —    |

## 名称
2019年、世界中の全ての国または地域に1つの系外惑星系を命名する機会を提供する「IAU100 Name ExoWorldsプロジェクト」において、BD-17°63系はキューバ共和国に割り当てられる惑星系となった。このプロジェクトは、「国際天文学連合100周年事業」の一環として計画されたイベントの1つで、キューバ国内での選考、国際天文学連合 (IAU) への提案を経て太陽系外惑星とその主星に固有名が承認されるものであった。2019年12月17日、IAUから最終結果が公表され、BD-17°63はFelixvarela、BD-17°63 bはFinlayと命名された。これらは19世紀のキューバの思想家の名前に由来している。Felixvarelaは、キューバで初めて科学の教育を行ったFélix Varela（1788年 - 1853年）にちなんで名付けられた。彼は、ハバナにあるSan Carlos and San Ambrosio Seminaryの司祭で、全ての人へ教育への道を開き、キューバで物理学の実践的教育を始めた。Finlayは、黄熱病研究の先駆者として知られ、黄熱病が蚊を介して伝染することを発見した疫学者カルロス・ファン・フィンレイ（1833年 - 1915年）にちなんで名付けられた。